# Försvarets Personaltjänstförbund
Försvarets Personaltjänstförbund (FPF) är en av Sveriges 18 frivilliga försvarsorganisationer och bildades 14 januari 1955. Ursprungligt namn är ”Förbundet för Personalvårdsutbildning inom försvaret”, 1964 bytte man dock namn till det nuvarande. 1955 anslöt man sig till Centralförbundet för Befälsutbildning (CFB) som ett frivilligt befälsutbildningsförbund. FPF fick 1990 genom en framställning till regeringen status som en egen frivillig försvarsorganisation.
Förbundet var organiserat i fyra regionala föreningar, men efter interna stridigheter reducerades desse till tre:  Försvarets Personaltjänstförening i Västra, Östra och Norra Sverige. Förbundet leds av en central styrelse med säte i Stockholm.
FPF:s logotyp består av två facklor och ett svärd omgivna av en lagerkrans. Svärdet symboliserar striden, facklorna upplysningen och lagerkransen utbildning. 
Syftet med förbundets verksamhet är att tjäna totalförsvaret och att vidmakthålla samt utveckla medlemmarnas kompetens. Förbundet har omkring 500 medlemmar fördelade över hela landet. Från början krävdes att nya medlemmar var knutna till personalvården eller personaltjänsten inom Försvarsmakten men nu är förbundet öppet för alla som är intresserade av FPF:s verksamhet. 
Förbundet genomför utbildningar inom följande områden: Krisstöd, Personaltjänst, Personalvård, Mångfald i internationell tjänst och Försvarsmaktens värdegrund. Man har också uppdraget att utbilda fältpastorer till Hemvärnet.
Förbundets marsch " Med facklor och svärd... "  är skrivet av Mac Wassberg.